# Лохії
Ло́хії (лат. lochia < дав.-гр. λοχεία < λοχείος — «пологовий») — кров'янисті вагінальні виділення у жінок в післяпологовому періоді, пов'язані з процесом загоювання стінок матки після відторгнення плаценти. Лохії містять кров, слиз і частинки маткових тканин, тривають зазвичай від 4 до 6 тижнів після пологів. Лохії стерильні протягом перших 2-3 днів. Пізніше, внаслідок заселення матки бактеріями (зокрема, негемолітичними штамами Streptococci і Escherichiae coli) вони перестають бути такими.

## Стадії
Процес виділення лохій нагадує постадійну ексудацію рани та триває в три стадії:
1. Червоні лохії або криваві лохії (lochia rubra, lochia cruenta) — починають виділятися одразу після пологів. Складаються значною мірою з крові, залишків оболонок плода, децидуальної оболонки, сироподібної змазки і лануго. Тривають вони не більше 3-5 днів.
2. Серозні лохії (lochia serosa) — лохії рідшої консистенції, коричнюватого або рожевого кольору. Вони містять серозний ексудат, еритроцити, лейкоцити, цервікальний слиз з шийки матки, а також мікроорганізми. Ця стадія триває приблизно до 10 днів після пологів. Довше тривання серозних лохій може свідчити про післяпологову кровотечу, що вимагає медичної допомоги.
3. Білі лохії або гнійні лохії (lochia alba, lochia purulenta) — лохії білуватого або жовтаво-білого кольору. Тривають, як правило, протягом 3-го і 4-го тижнів, іноді до 6 тижня після пологів. Містять мало червоних кров'яних тілець, переважно складаючись з лейкоцитів, клітин епітелію, холестерину, жиру, слизу і мікроорганізмів. Тривання лохій понад кількох тижнів може бути індикатором пошкоджень геніталій, про це необхідно повідомити лікаря.

## Ускладнення
У нормі запах лохій такий же, як у звичайних менструальних виділень. Різкий запах, як і зеленастий відтінок лохій, свідчать про зараження хламідіями або наявність сапрофітної флори.
Затримання лохій у матці відоме як «лохіостаз» (lochiostasis) або «лохіосхез» (lochioschesis) і може спричинити таку патологію, як лохіометра (lochiometra) — накопичення лохій у матці. Рясне, надмірне виділення лохій називається «лохіорея» (lochiorrhea) — вона потребує лікарського втручання.